# Seznam tourských biskupů a arcibiskupů
Seznam tourských biskupů a arcibiskupů zahrnuje všechny představitele diecéze v Tours založené ve 3. století a povýšené roku 815 na arcibiskupství.
Biskupové
1. svatý Gatianus (251–304)

sedisvakance z důvodu pronásledování křesťanů
1. svatý Litorius (341–371)
2. svatý Martin z Tours (371–397)
3. svatý Brictius (397–442)
4. svatý Eustoche (442–458/459)
5. svatý Perpetuus (458/459–488/489)
6. svatý Volusianus (488/489–498)
7. Verus (498)
8. Licinius (507–519)
9. Théodore a Procule (519)
10. Dinifius (521)
11. Ommatius (522–526)
12. Léon (526–527)
13. Francillon (527–529)
14. Injuriosus (529–546)
15. Saint Baud (546–552)
16. Gonthaire (552–555)
17. svatý Eufronius (503/556–573)
18. svatý Řehoř z Tours (538/573–593)
19. Pélage I. (595–602)
20. Lupare (602–614)
21. Agiric (614–617)
22. Ginaldus (617–618)
23. Valatus (618–619)
24. Sigélaicus (619–622)
25. Léobald (622–625)
26. Modégisile (625–638)
27. Latinus (638–650)
28. Carégisile (650–652)
29. Rigobert (652–654)
30. Papolene (654–660)
31. Chrotbert (660–695)
32. Pélage II. (695–700)
33. Evartius (700–709)
34. Ibbon (709–724)
35. Gontran II. (724–732)
36. Didon (732–733)
37. Rimbert (733–752)
38. Aubert (752–754)
39. Ostald (754–760)
40. Gravien (760–765)
41. Eusebe (765–771)
42. Herling (771–792)
43. Joseph I. (792–815)
44. Landran I. (815–836)

Roku 815 se Tours stal sídlem arcibiskupství.
Arcibiskupové
1. Landran I. (815–836)
2. Ursmarus (836–846)
3. Landran II. (846–851)
4. Amaury (851–856)
5. Hérard (856–871)
6. Actard (871–873)
7. Adalardus (875–890)
8. Héberne (890–916)
9. Robert (916–932)
10. Théotolon (932–945)
11. Joseph II (946–957)
12. Frotaire (957–960)
13. Hardouin (960–980)
14. Archambaud de Sully (981–1003)
15. Hugo ze Chateaudun (1003–1023)
16. Arnoul (1023–1052)
17. Barthelemy de Faye (1053–1068)
18. Raoul I. (1072–1085)
19. Raoul II. (1086–1117)
20. Gilbert de Maillé (1118–1125)
21. Hildebert de Lavardin (1125–1134)
22. Hugo d'Étampes (1134–1146)
23. Engebault de Preuilly (1146–1157)
24. Joscion (1157–1174)
25. Barthélemy de Vendôme (1174–1206)
26. Geoffroy de la Lande (1207–1208)
27. Jean de la Faye (1208–1228)
28. François Cassard (1228–1229)
29. Juhel de Manthefelon (1229–1244)
30. Geoffroy Marcel (1245–1250)
31. Pierre de Lamballe (1251–1256)
32. Philippe (1256–1257)
33. Vincent de Pirmil (1257–1270)
34. Jean de Montsoreau (1271–1284)
35. Olivier de Craon (1284–1285)
36. Bouchard Dain (1285–1290)
37. Philippe de Candé (1290–1291)
38. Renaud de Montbazon 1291–1313)
39. Geoffroy de la Haye (1314–1323)
40. Étienne de Bourgueil (1324–1334)
41. Pierre Frétaud (1336–1357)
42. Philippe Blanche (1357–1363)
43. Simon de Renoul (1363–1379)
44. Seguin d'Auton (1379–1380)
45. Aleaume Boistel (1380–1383)
46. Guy de Roye (1383–1384)
47. Seguin d'Auton (1384–1394)
48. Ameil du Breuil (1393–1414)
49. Jacques Gélu (1414–1426)
50. Philippe de Coëtquis (1427–1441)
51. Jean Bernard (1441–1466)
52. Bastet de Crussol (1466–1468)
53. Hélie de Bourdeilles (1468–1484)
54. Robert de Lenoncourt (1484–1509)
55. Charles Dominique de Carretto (1509–1513)
56. Christophe de Brillac (1514–1519)
57. Martin de Beaune (1519–1527)
58. Antoine de Bar (1528–1547)
59. Georges d'Armagnac (1547–1551)
60. Étienne Poncher (1551–1552)
61. Alexandre Farnèse (1553–1554)
62. Simon de Maillé (1554–1597)
63. François de la Guesle (1597–1614)
64. Sébastien Dori-Galigaï (1614–1617)
65. Bertrand d'Eschaud (1617–1641)
66. Victor Le Bouthillier (1641–1670)
67. Charles de Rosmadec (1671–1672)
68. Michel Amelot de Gournay (1673–1687)
69. Claude II. de Saint-Georges (1687–1693)
70. Mathieu Ysoré d'Hervault de Pleumartin (1693–1716)
71. Armand Pierre de La Croix de Castries (1717–1719)
72. Henri Oswald de La Tour d'Auvergne (1719–1721)
73. François Blouet de Camilly (1721–1723)
74. Louis-Jacques Chapt de Rastignac (1723–1750)
75. Bernardin de Rosset de Fleury (1750–1773)
76. Joachim François Mamert de Conzié (1774–1795)
77. Jean de Dieu Raymond de Boisgelin (1802–1804)
78. Louis-Mathias de Barral (1805–1815)
79. Jean-Baptiste du Chilleau (1818–1824)
80. Augustin Louis de Montblanc (1824–1841)
81. François-Nicolas-Madeleine Morlot (1842–1857)
82. Joseph Hippolyte Guibert (1857–1871)
83. Felix Pierre Fruchaud (1871–1874)
84. Charles Théodore Colet (1874–1883)
85. Guillaume René Meignan (1884–1896)
86. René François Renou (1896–1913)
87. Albert Nègre (1913–1931)
88. Louis Joseph Gaillard (1931–1956)
89. Louis Ferrand (1956–1980)
90. Jean Honoré (1981–1997)
91. Michel Moutel (1997–1998)
92. André Vingt-Trois (1999–2005)
93. Bernard-Nicolas Aubertin (2005–2019)
94. Vincent Jordy (od roku 2019)